# فت کلاینت

کامپیوتر شخصی با کیس ایستاده به عنوان یک فت کلاینت

در شبکه‌های رایانه‌ای، کارخواه غنی، (Rich client) (که با نام‌هایی مانند کارخواه سنگین، چاق (به انگلیسی: Fat client) یا ضخیم نیز شناخته می‌شود)، به رایانه‌ای اطلاق می‌شود که در معماری کارخواه-کارساز، نقش کارخواه را دارد اما به‌طور معمول، قابلیت انجام پردازش‌های پیچیده را بدون وابستگی مداوم به کارساز مرکزی داراست. این نوع رایانه که در ابتدا تنها «کارخواه» یا «کارخواه ضخیم» نامیده می‌شد، در برابر کارخواه لاغر قرار دارد که به شدت وابسته به خدمات و نرم‌افزارهای کارساز است. کارخواه توانمند معمولاً دارای تعامل کاربری پیشرفته است.
با اینکه کارخواه چاق همچنان نیاز به ارتباط دوره‌ای با شبکه یا کارساز مرکزی دارد، اما معمولاً قادر است بسیاری از وظایف را به صورت مستقل انجام دهد. در نقطهٔ مقابل، کارخواه لاغر تا حد ممکن از انجام پردازش محلی پرهیز می‌کند و برای پردازش یا اعتبارسنجی هر داده‌ای به کارساز مراجعه می‌نماید.

## مقدمه
طراح یک سامانهٔ کارخواه-کارساز باید تصمیم بگیرد که کدام بخش از کار در کارخواه انجام شود و کدام در کارساز. این تصمیم تأثیر زیادی بر هزینهٔ کارخواه و کارساز، امنیت و پایداری سامانه، و نیز انعطاف‌پذیری آن در برابر تغییر یا قابل‌انتقال‌سازی دارد.
ویژگی‌های رابط کاربری معمولاً طراح را در این تصمیم‌گیری محدود می‌کنند. برای نمونه، یک نرم‌افزار طراحی ممکن است تنها در آغاز تصویر را از کارساز بارگیری کرده و سپس تمام ویرایش‌ها را به صورت محلی انجام دهد و در پایان، نسخهٔ ویرایش‌شده را به کارساز بازگرداند. چنین رویکردی مستلزم استفاده از کارخواه توانمند است که اگرچه زمان آغاز و پایان طولانی دارد (به دلیل انتقال حجم زیاد داده)، اما روند ویرایش در آن بسیار سریع خواهد بود.
در سوی دیگر، یک کارخواه لاغر ممکن است فقط بخش‌های قابل‌مشاهدهٔ تصویر را بارگیری کرده و هر تغییر را به کارساز ارسال کند. این روش آغاز سریع‌تری دارد، اما فرایند ویرایش در آن به‌شدت کند خواهد بود.

### تاریخچه
کارخواه‌های اولیه، پایانه‌های متنی ساده بودند، مانند Wyse و نمایشگرهای ویدیویی (VDU)، و کارخواه‌های غنی تا زمانی که رایانه‌های شخصی رواج نیافته بودند، کاربردی نداشتند. انگیزهٔ اصلی از توسعهٔ کارخواه لاغر، کاهش هزینه‌ها بود، زیرا در آن دوران، پایانه‌ها و رایانه‌ها گران بودند و معماری کارخواه-کارساز لاغر امکان فراهم کردن تجربهٔ محاسبات رومیزی برای شمار زیادی از کاربران را فراهم می‌کرد. با کاهش قیمت رایانه‌های شخصی و کاهش هزینه‌های مجوز نرم‌افزار، معماری‌های کارخواه توانمند جذاب‌تر شدند. برای کاربران، کارخواه غنی محیطی واکنشی‌تر و اغلب رابط گرافیکی بهتری نسبت به کارخواه لاغر ارائه می‌دادند. در سال‌های اخیر، اگرچه رایانه‌های شخصی توان پردازشی بسیار بالایی دارند، اما اینترنت باعث رشد معماری کارخواه نازک شده است.

### اجرای متمرکز برنامه‌های کارخواه غنی
احتمالاً لاغرترین نوع کارخواه، برنامه‌های رومیزی راه‌دور هستند، مانند محصولات سیتریکس و خدمات رومیزی راه‌دور مایکروسافت که برنامه‌ها را در یک رایانهٔ مجازی میزبان مرکزی اجرا می‌کنند و تنها تصویر صفحه و فشرده کلیدها را میان رایانهٔ محلی و رایانهٔ میزبان منتقل می‌کنند. این کارخواه‌های ابرلاغر اغلب برای اجرای برنامه‌های سنگین یا دارای داده‌های زیاد به کار می‌روند که به صورت کارخواه چاق طراحی شده‌اند، اما اجرای واقعی آن‌ها به کارساز نزدیک است.

## مزایا
کاهش نیاز پردازشی کارساز: در کارخواه چاق، پردازش‌های اصلی بر عهدهٔ کارخواه است، بنابراین کارساز نیاز به توان پردازشی بالا ندارد و هزینهٔ آن کاهش می‌یابد.
امکان کار آفلاین: کارخواه چاق به اتصال دائمی با کارساز نیاز ندارد.
کارایی بهتر در چندرسانه‌ای: برای برنامه‌های سنگین چندرسانه‌ای، کارخواه چاق عملکرد بهتری دارد، زیرا انتقال حجم بالای داده از کارساز ممکن است نیاز به پهنای باند زیادی داشته باشد (مثلاً در بازی‌های ویدیویی).
انعطاف‌پذیری بیشتر: در برخی سامانه‌ها، برنامه‌هایی وجود دارد که فقط بر روی رایانهٔ شخصی با منابع محلی قابل اجرا هستند و در معماری کارخواه لاغر قابل پیاده‌سازی نیستند.
استفاده از زیرساخت موجود: کاربران امروزی اغلب دارای رایانه‌های قدرتمند هستند، بنابراین اجرای کارخواه غنی هزینهٔ اضافی برایشان ندارد.
افزایش ظرفیت کارساز: هرچه کار بیشتری در کارخواه انجام شود، فشار کاری بر کارساز کاهش می‌یابد و تعداد بیشتری از کاربران می‌توانند به آن متصل شوند.
نیاز به منابع بیشتر در کارخواه، اما تعداد کمتر کارسازها: در نتیجه، هزینهٔ کلی ممکن است کاهش یابد.